# Ischnocolus maroccanus
Ischnocolus maroccanus là một loài nhện trong họ Theraphosidae.
Loài này thuộc chi Ischnocolus. Ischnocolus maroccanus được Eugène Simon miêu tả năm 1873.